# Don Binney
Pour les articles homonymes, voir Binney.
Donald « Don » Hall Binney, né le 24 mars 1940 à Auckland et mort le 14 septembre 2012 dans la même ville, est un peintre néo-zélandais, célèbre pour ses tableaux d’oiseaux.